# Hagenbach (Kleuterbach)
Der Hagenbach (GKZ 278844) ist ein 10,3 km langer, nördlicher und linker Zufluss des Stever-Zuflusses Kleuterbach im Kreis Coesfeld (Nordrhein-Westfalen).

## Verlauf
Der Hagenbach entspringt in den Ausläufern der Baumberge bei Darup, einem Ortsteil der Gemeinde Nottuln. Er wendet sich zunächst nach Südosten, um nach etwa 5 km gänzlich in Richtung Süden zu fließen. Am Bulderner See bei Buldern, einem Ortsteil der Stadt Dülmen, vereinigt er sich mit dem von Westen heran fließenden Karthäuser Mühlenbach; beide bilden fortan den Kleuterbach.
Der Kleuterbach, der 10,25 km lang ist, bildet den Unterlauf des Karthäuser Mühlenbachs und mündet nach einer Gesamtlänge von 24,7 km in die Stever.